# 杉原泰雄
杉原 泰雄（すぎはら やすお、1930年（昭和5年）4月15日 - ）は、日本の法学者。専門は憲法。学位は、法学博士（一橋大学）。一橋大学名誉教授、駿河台大学名誉教授。1973年から日本公法学会理事、1987年から1989年まで全国憲法研究会代表。田上穣治門下。

## 人物・来歴
静岡県田方郡大仁町（現在の伊豆の国市）生まれ。樋口陽一などと国民主権論争を繰り広げた。田上穰治ゼミ出身で、一橋大学大学院法学研究科修了後、一橋大学憲法学講座第3代教授を務めた。一橋大学より法学博士の学位を取得。
大学院の指導学生に、浦田一郎（一橋大学名誉教授、元民科法律部会理事長）、辻村みよ子（東北大学名誉教授、学術会議会員）、成嶋隆（新潟大学名誉教授、教育法学会会長）、大津浩（明治大学教授）、糠塚康江（東北大学名誉教授）、只野雅人（一橋大学教授）、酒井明（法務官僚、千葉科学大学教授）、村田尚紀（関西大学教授）、小沢隆一（東京慈恵会医科大学教授、元民科法律部会副理事長）、毛塚勝利（中央大学名誉教授、元労働法学会代表理事）、彦惣弘（元立命館大学教授、元京都弁護士会長）等。岡井朝子（国連事務次長補）、野口貴公美(一橋大学教授)なども杉原ゼミ出身。
国際法学者の杉原高嶺（京都大学名誉教授）は実弟。

## 略歴

### 学歴
- 1948年 旧制韮山中学校（現静岡県立韮山高等学校）卒業[2]
- 1949年 静岡高等学校（現静岡大学文理学部）1年修了（廃校）[2]
- 1950年 専修大学法学部二部入学、昼間働きながら学ぶ[2]
- 1951年 学習院大学政経学部政治学科2年編入[2]
- 1954年 学習院大学政経学部政治学科卒業[2]
- 1958年 一橋大学大学院法学研究科修士課程修了[2]、法学修士[2]
- 1961年 一橋大学大学院法学研究科博士課程修了[2]、法学博士[6]

### 職歴
- 1961年 一橋大学法学部専任講師[2]
- 1965年 一橋大学法学部助教授[2]
- 1972年 一橋大学法学部教授[2]
- 1982年 一橋大学法学部長（1984年まで）[2]
- 1994年 一橋大学定年退官[2]、東海大学法学部教授[15][16]、一橋大学名誉教授[17]
- 1996年 駿河台大学法学部教授[15][16]、のち駿河台大学名誉教授[1]

#### 兼職
- この間、東京大学法学部、静岡大学人文学部、名古屋大学法学部、熊本大学法学部、津田塾大学学芸学部、東京女子大学文理学部、上智大学法学部、日本大学法学部、明治大学法学部等で教鞭をとる[2]。

## 主な著作

### 単著
- 『憲法と資本主義の現在』（勁草書房、2010年）
- 『憲法と資本主義』（勁草書房、2008年）
- 『憲法と国家論』（有斐閣、2006年）
- 『憲法読本（第3版）』（岩波書店、2004年）
- 『憲法の「現在」』（有信堂高文社、2003年）
- 『地方自治の憲法論』（勁草書房、2002年）
- 『憲法の歴史』（岩波書店、1996年）
- 『憲法問題の見方』（弘文堂、1995年）
- 『憲法から地方自治を考える 』（自治体研究社、1993年）
- 『民衆の国家構想』（日本評論社、1992年
- 『人間の歴史を考える 7 人権の歴史』（岩波書店、1992年）
- 『憲法』（岩波書店、1990年）
- 『憲法II 統治の機構』（有斐閣、1989年）
- 『憲法I 憲法総論』（有斐閣、1987年）
- 『平和憲法』（岩波書店、1987年）
- 『国民主権の史的展開』（岩波書店、1985年）
- 『国民主権と国民代表制』（有斐閣、1983年）
- 『国民代表の政治責任』（岩波書店、1982年）
- 『市民のための憲法読本』（筑摩書房、1982年）
- 『基本的人権と刑事手続』（学陽書房、1980年）
- 『人民主権の史的展開』（岩波書店、1978年）
- 『国民主権の研究』（岩波書店、1971年）

### 共著、共編著
- 『現代社会の課題と憲法・地方自治』（石井幸香著、日野・市民自治研究所編）（自治体研究社、2005年）
- 『憲法答弁集』（浅野一郎他）（信山社、2003年）
- 『21世紀をひらく市民自治』（柴田徳衛・池上洋通著、日野・市民自治研究所編）（自治体研究社、2003年）
- 『資料現代地方自治』（大津浩、白藤博行、竹森正孝、廣田全男）（勁草書房、2003年）
- 『憲法を学ぶ いまなぜ憲法を学ぶか（第4版）』（奥平康弘）（有斐閣、2001年）
- 『新判例マニュアル 憲法I、II』（野中俊彦）（三省堂、2000年）
- 『恒久世界平和のために 日本国憲法からの提言』（深瀬忠一、樋口陽一、浦田賢治）（勁草書房、1998年）
- 『憲法の歴史と比較』（清水睦）（日本評論社、1998年）
- 『日本国憲法史年表』（浦田一郎、辻村みよ子、山内敏弘、渡辺治）（勁草書房、1998年）
- 『日本国憲法50年と私』（樋口陽一）（岩波書店、1997年）
- 『論争憲法学』（樋口陽一）（日本評論社、1994年）
- 『資料で読む日本国憲法 上、下』（岩波書店、1994年）
- 『平和と国際協調の憲法学』（樋口陽一）（勁草書房、1990年）
- 『講座・憲法学の基礎 4 憲法思想』（勁草書房、1989年）
- 『市民憲法史』（勁草書房、1988年）
- 『講座・憲法学の基礎 5 市民憲法史』（勁草書房、1988年）